# 錫爾弗萊克鎮區 (阿肯色州迪沙縣)
錫爾弗萊克鎮區（英語：Silver Lake Township）是位於美國阿肯色州迪沙縣的一個行政鎮區。

## 地方資料
錫爾弗萊克鎮區的面積為109.95平方千米，當中陸地面積為103.92平方千米，而水域面積為6.03平方千米。根據2010年美國人口普查的數據，當地共有人口496人，而人口密度為每平方千米4.51人。